# クロバネキノコバエ
クロバネキノコバエは、双翅目クロバネキノコバエ科（Sciaridae）に属する昆虫の総称。クロキノコバエともいう。
シイタケや花卉、農作物などを食害する農業害虫、衛生害虫として知られる。

## 分類
世界で約2400種が記録されているが、未記載種を含めると5000-10000種になると考えられている。記録されている種は、旧北区で約900種、新北区で約150種ほどであるが、実際には旧北区にあと約600種は未記載種がいると見込まれており、新北区や亜熱帯地域にも未知の種が多くいることが推測されている。
クロバネキノコバエ科の分類は、双翅目の中でも「問題児」とされており、分類体系は混乱している。本科はケバエ下目に属し、タマバエ科やキノコバエ科と近縁とされているが、高次分類にも問題が残されており、また属の定義も不十分である。さらに亜科や族といった下位分類についてもほとんど検討が進んでいない。

## 生態

クロバネキノコバエの翅脈

成虫は体長1-6mmの種が多いが、まれに約10mmになる種もいる。翅は透明または褐色、黒色であり、まれに斑点や暗色の帯が生じる。湿った土中の有機物をエサに成長する。
卵はふつう産卵後4-7日で孵化する。幼虫は朽木や樹皮の内部などで生活し、8-20日で4齢となる。蛹の期間は通常3-5日続き、その後羽化する。
幼虫が集団で行進することが知られており、軍隊の行進を連想させることから「armyworm」と呼ばれている。我が国では，北海道，秋田県，宮城県，群馬県，神奈川県、兵庫県でこの集団行進が確認されている。
生態には不明な点も多いが、森林内で有機物の分解や花粉の媒介等に関与していると考えられている。

## 人間との関係
針などはなく人体に直接の危害を与える昆虫ではないが、住居周辺で大量発生して家屋内を汚すことがある。
クロバネキノコバエの多くの種は植物や菌類を餌とするため、農作物などに被害を及ぼす害虫として扱われる。害虫として扱われる主な種として、以下の様な種が知られる。
- チバクロバネキノコバエ Bradysia impatiens - シイタケ、マッシュルーム[6][7]、テッポウユリ、ラッパスイセンなど[8]。
- ツクリタケクロバネキノコバエ Lycoriella mali - ツクリタケ[9]
- ショウガクロバネキノコバエ Phytosciara zingiberis Sasakawa, 1985 - ショウガ[10][11]
- ジャガイモクロバネキノコバエ Pnyxia scabiei (Hopkins, 1895) - テンサイ[8]
- ヒトトゲクロバネキノコバエ Psilosciara flammulinae Sasakawa, 1983 - ショウガ[11]、エノキ、マッシュルーム、テンサイ[8]

また、フハイカビの媒介者としても知られている。ヨーロッパでは薬剤による防除が実施されている。